# Gams (Szwajcaria)
Gams – miejscowość i gmina we wschodniej Szwajcarii, w kantonie St. Gallen, w okręgu Werdenberg.

## Demografia
W Gams mieszka 3 612 osób. W 2021 roku 23,4% populacji gminy stanowiły osoby urodzone poza Szwajcarią. 

## Transport
Przez teren gminy przebiegają drogi główne nr 16 i nr 433.